# Кошмары приходят ночью
«Кошмары приходят ночью» (фр. Les Cauchemars naissent la nuit) — эротический мистический фильм ужасов 1972 года режиссёра Хесуса Франко.

## Сюжет
Бывшая стриптизёрша Анна живёт на вилле у своей любовницы Синтии. Здесь ночью Анне снятся кошмары, в которых она выступает в качестве убийцы, а на утро просыпается с руками в крови. Лечением Анны занимается доктор Лукас, утверждающий, что для выздоровления ей нужно больше пить транквилизаторов. Анна всё глубже окунается в свои кошмары, а грани реальности начинают постепенно размываться.

## В ролях
- Диана Лорис — Анна де Истриа
- Пауль Мюллер — доктор Пауль Лукас
- Джек Тейлор — любовник Синтии
- Андрес Моналес — сосед
- Соледад Миранда — девушка соседа
- Колетт Джиакобин — Синтия Робинс